# Athanasia dentata
Athanasia dentata es una especie de planta fanerógama perteneciente  a la familia Asteraceae.

## Descripción
Athanasia dentata tiene un rico follaje, verde, las hojas son dentadas, recurvada y se disponen ordenadamente en ramas delgadas. Las flores son de un color amarillo dorado brillante y se realizan en capitulescencias vistosas, planas,  con aroma de miel en los extremos de las ramas durante la primavera hasta mediados del verano. La inflorescencia es un denso corimbo compuesto terminal. Cada una consta de 15 a 20 redondeadas "botones" agrupadas muy juntas en el final de una rama y cada 'botón' se compone de 30 a 60 pequeñas flores amarillas agrupadas muy juntas y rodeadas de brácteas cortas similares al papel. Las cabezas florales son muy duraderas, en el monte y en el florero. 
Las abejas, abejas solitarias y mariposas visitan las flores en Kirstenbosch y escarabajos se alimentan del polen. Cualquiera de ellos podría ser el polinizador. Las semillas son duras, los camellones están maduros alrededor de seis semanas después de la floración.

## Distribución
Athanasia dentata se produce desde la Península del Cabo a Struisbaai, y desde George a Port Elizabeth, donde se encuentra con más frecuencia en las laderas costeras secas y arenosas. Las plantas pueden variar en tamaño y época de floración, en función de su localidad.

## Usos
Las hojas y tallos de la mayoría de athanasias son ricas en resinas amargas, que han sido ampliamente utilizadas por los curanderos y herbolarios para varias enfermedades. Las athanasias no son pastoreadas fácilmente por el ganado porque tienen un sabor amargo. Ovejas y cabras pueden mostrar síntomas de fotosensibilidad cuando comen la planta durante las sequías.

## Taxonomía
Athanasia dentata fue descrita por Carlos Linneo y publicado en  Species Plantarum, Editio Secunda 2, 1180, en el año 1763.
Etimología
Athanasia: nombre genérico que deriva de las palabras griegas: a = "sin", y thanatos = "muerte", en alusión a las brácteas involucrales secas persistentes, es decir, las brácteas alrededor de las flores, que permanecen en la planta mucho tiempo después de que haya terminado la floración.
dentata: epíteto latíno que significa "dentada" y se refiere a las hojas serradas.
Sinonimia
- Athanasia aspera Thunb.
- Athanasia dentata var. dentata
- Athanasia dentata var. pachyphylla (Sch.Bip.) Harv.
- Athanasia dentata var. subintegrifolia Harv.
- Athanasia laevigata (L.) L.
- Athanasia recurvifolia Salisb.
- Morysia aspera (Thunb.) Less.
- Morysia dentata (L.) DC.
- Morysia dentata var. dentata
- Morysia dentata var. kraussii Sch.Bip.
- Morysia diversifolia Cass.
- Morysia pachyphylla Sch.Bip.
- Saintmorysia dentata (L.) Endl.
- Santolina dentata L. basónimo
- Santolina laevigata L.[4]